# 산루이스 FC
산루이스 FC(San Luis F.C.)는 멕시코 산루이스포토시주 산루이스포토시를 연고로 했던 축구 클럽이다. 이 팀은 1957년에 창단되었다. 이 팀은 2013년에 해체되었으며, 이후 치아파스 FC와 합병하였다.

## 역대 감독
| 감독            | 임기 |
| --------------- | ---- |
| 알렉스 아기나가 | 2012 |